# Defilamento
Nella tattica militare prende il nome di defilamento il movimento attraverso il quale una unità militare o una sua parte si sottrae alla vista e quindi al fuoco del nemico durante un combattimento, utilizzando la configurazione del terreno. In marina in particolare indica la manovra di parata consistente nel passaggio di una nave piccola nella scia di una molto più grande.
Nel linguaggio militare è defilato colui che è protetto dal fuoco nemico.